# Eady-Piedmont-Gletscher
Der Eady-Piedmont-Gletscher ist ein Vorlandgletscher im südlichen ostantarktischen Viktorialand. An der Hillary-Küste liegt er südlich des Mount Discovery und des Minna Bluff und geht an seiner Südseite in das Ross-Schelfeis über.
Der United States Geological Survey kartierte ihn anhand eigener Vermessungen und Luftaufnahmen der United States Navy. Das Advisory Committee on Antarctic Names benannte ihn 1963 nach Jack Alfred Eady (1914–2009), Stabschef des Kommandanten der Unterstützungseinheiten der US-amerikanischen Marinestreitkräfte in Antarktika zwischen Juli 1959 und April 1962.